# 堀場弾
堀場 弾（ほりば だん、1980年 - ）は、日本の実業家。株式会社堀場エステック代表取締役社長、株式会社堀場製作所常務執行役員。父は堀場厚。

## 来歴
京都府出身。2004年、京都産業大学経済学部卒業。株式会社堀場製作所入社。2014年カリフォルニア大学アーバイン校大学院経営学修了（MBA）。2018年、株式会社堀場アドバンスドテクノ代表取締役社長に就任。